# Towards the Republic
Towards the Republic, också känd som For the Sake of the Republic och Zou Xiang Gong He, är en kinesisk historisk TV-serie som först sändes på CCTV april till maj 2003. Serien behandlar den dramatiska utvecklingen i Kina från senare delen av 1800-talet till början av 1900-talet, vilka ledde fram till kollapsen av Quing-dynastin och grundandet av Republiken Kina. 

## Skådespelare
- Wang Bing som Li Hongzhang
- Lü Zhong som Empress Dowager Cixi
- Ma Shaohua som Sun Yat-sen
- Sun Chun som Yuan Shikai
- Li Guangjie som Guangxu Emperor